# Kosmos 472
O Kosmos 472 (em russo: Космос 472) também denominado DS-P1-Yu Nº 50, foi um satélite artificial soviético lançado ao espaço com sucesso no dia 25 de janeiro de 1972 através de um foguete Kosmos-2I a partir do Cosmódromo de Plesetsk.

## Características
O Kosmos 472 foi o quinquagésimo membro da série de satélites DS-P1-Yu e o quadragésimo quinto lançado com sucesso após o fracasso dos lançamentos do segundo, do vigésimo terceiro, do trigésimo segundo, do quadragésimo e do quadragésimo quarto membros da série. Sua missão era auxiliar sistemas antissatélites e antimíssil soviéticos.
O Kosmos 472 foi injetado em uma órbita inicial de 1568 km de apogeu e 207 km de perigeu, com uma inclinação orbital de 82 graus e um período de 102,2 minutos. Reentrou na atmosfera terrestre em 18 de agosto de 1972.